# Jean-Jacques Beucler
Pour les articles homonymes, voir Beucler.
Jean-Jacques Beucler est un officier et homme politique français, né le 3 juillet 1923 à Trèves (Allemagne) et mort le 16 juillet 1999 à Nice.

## Biographie

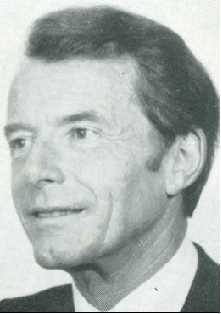

Jean-Jacques Beucler, fils de général, est reçu à Saint-Cyr en 1943. Il est envoyé à l'école militaire d'officiers de Cherchell et en sort aspirant, major de sa promotion, en avril 1944. Il fait la campagne d'Italie puis celles de France et d'Allemagne comme officier au 5e régiment de tirailleurs marocains. Il embarque en 1949 pour l'Indochine comme lieutenant au 5e goum du 3e tabor marocain.
Ayant été aéro-transportée à Cao Bằng en octobre 1950, son unité est engloutie dans le désastre de la bataille de la RC 4. Jean-Jacques Beucler est grièvement blessé et fait prisonnier. Détenu durant quatre ans au sinistre camp no 1, il soutient ses camarades par un moral à toute épreuve et est reconnu par eux comme leur chef. Il est l'un des quatre officiers faisant partie du comité de paix et de rapatriement.
Jean Lartéguy l'a dépeint dans Les Centurions sous les traits du lieutenant Marindelle, le commandant Pouget dans Le Manifeste du Camp no 1 sous ceux du lieutenant Leyrieux, comme l'a fait Albert Stihlé dans Le prêtre et le commissaire avec le lieutenant Grandperrin.
Le capitaine Jean-Jacques Beucler quitte l'armée en 1955 à son retour de captivité pour prendre la direction d'une petite usine de métallurgie à Corbenay et demeure industriel pendant 23 ans. Dans le même temps, il milite au Centre des jeunes dirigeants d'entreprises, puis fait une carrière politique :
- maire de Corbenay (1966-1983) ;
- conseiller général du canton de Faucogney-et-la-Mer (élu en 1976) et premier vice-président du conseil général de la Haute-Saône ;
- conseiller régional de Franche-Comté ; vice-président du conseil régional[5];
- député de Haute-Saône de 1968 à 1981 sous les étiquettes non inscrit, centriste, réformateur puis UDF ;
- secrétaire d'État à la Défense puis aux Anciens combattants (1977-1978).

Il est à l'origine de l'affaire Boudarel. Le 13 février 1991, lors d'un colloque au Sénat sur le Vietnam, assisté d'anciens prisonniers, il interpelle Georges Boudarel, à l'époque maître-assistant à l'université de Jussieu spécialisé dans la civilisation vietnamienne : il reconnaît en lui l'ancien commissaire politique d'un camp de prisonniers français en Indochine, le camp n°113. Il obtient du président du colloque l'expulsion de Georges Boudarel,.

## Distinctions militaires
Jean-Jacques Beucler a été trois fois blessé, cinq fois cité dont deux citations à l'ordre de l'armée et pensionné militaire à 100 %.
- Grand officier de la Légion d'honneur (chevalier à 27 ans) [8];
- Croix de guerre 1939-1945 ;
- Croix de guerre des TOE ;
- Délégué général de l'Association nationale des anciens prisonniers internés déportés d'Indochine.

## Ouvrages
- Quatre années chez les Viets, Lettres du Monde, Paris, 1977, préface d'Edgar Faure
- Mémoires, 264 p., France-Empire, Paris, 1991